# Tomás Boy
Tomás Boy (Cidade do México, 28 de junho de 1951 – Acapulco, 8 de março de 2022) foi um futebolista mexicano que competiu na Copa do Mundo FIFA de 1986.
Elegante meio-campista ofensivo, Boy é considerado um dos maiores futebolistas mexicanos de todos os tempos. Desde 2019, tem havido um debate na mídia esportiva mexicana sobre quem é o melhor jogador do Tigres UANL de todos os tempos, se Boy ou André-Pierre Gignac, com fãs da velha guarda reivindicando aquele menino enquanto as gerações recentes preferem Gignac.

## Carreira profissional
Boy jogou a maior parte de sua carreira como o criativo meia-atacante do Tigres UANL. Ele foi um jogador-chave para os campeonatos da Liga de 1978 e 1982. Após o campeonato de 1978, ele foi oferecido para emigrar para a Série A italiana, mas recusou devido a problemas familiares. Foi nomeado capitão da seleção mexicana em 1986 sobre a estrela do Real Madrid: Hugo Sánchez.

## Morte
O ex-meia foi internado com urgência em um hospital de Acapulco na sexta-feira, 4 de março de 2022. Ele morreu em 8 de março de 2022, devido a uma embolia pulmonar que o manteve internado em Acapulco.